# La Gran Siete
La Gran Siete es una murga uruguaya fundada en 1989 y participante del carnaval uruguayo desde 1990 hasta 2017 (con alguna breve interrupción).
La dirección de la murga estuvo, hasta el carnaval de 2015, a cargo de Guillermo Lamolle, quien se ocupaba de la creación de la mayor parte de las letras, así como de las músicas originales (cuando existían) y los arreglos. En pleno carnaval de ese año, debido a un conflicto con la entidad organizadora, Lamolle abandonó el carnaval; la murga salió una vez más (en 2017) bajo la dirección de Agustín Laguarda.
En 2020 vuelven a las andadas nuevamente dirigidos por Lamolle, esta vez participando de «Más Carnaval», una propuesta del Sucau (sindicato que reúne a los carnavaleros), para agregar, al carnaval ya existente, una organización menos centrada en lo económico y lo competitivo, más participativa y más accesible a las clases populares, tanto en su papel de espectadores (la entrada es libre) como de participantes activos. El carnaval en todas sus formas se suspendió en 2021 debido a la pandemia y en 2022 se está renovando la experiencia de Más Carnaval.

## Historia

### Inicios

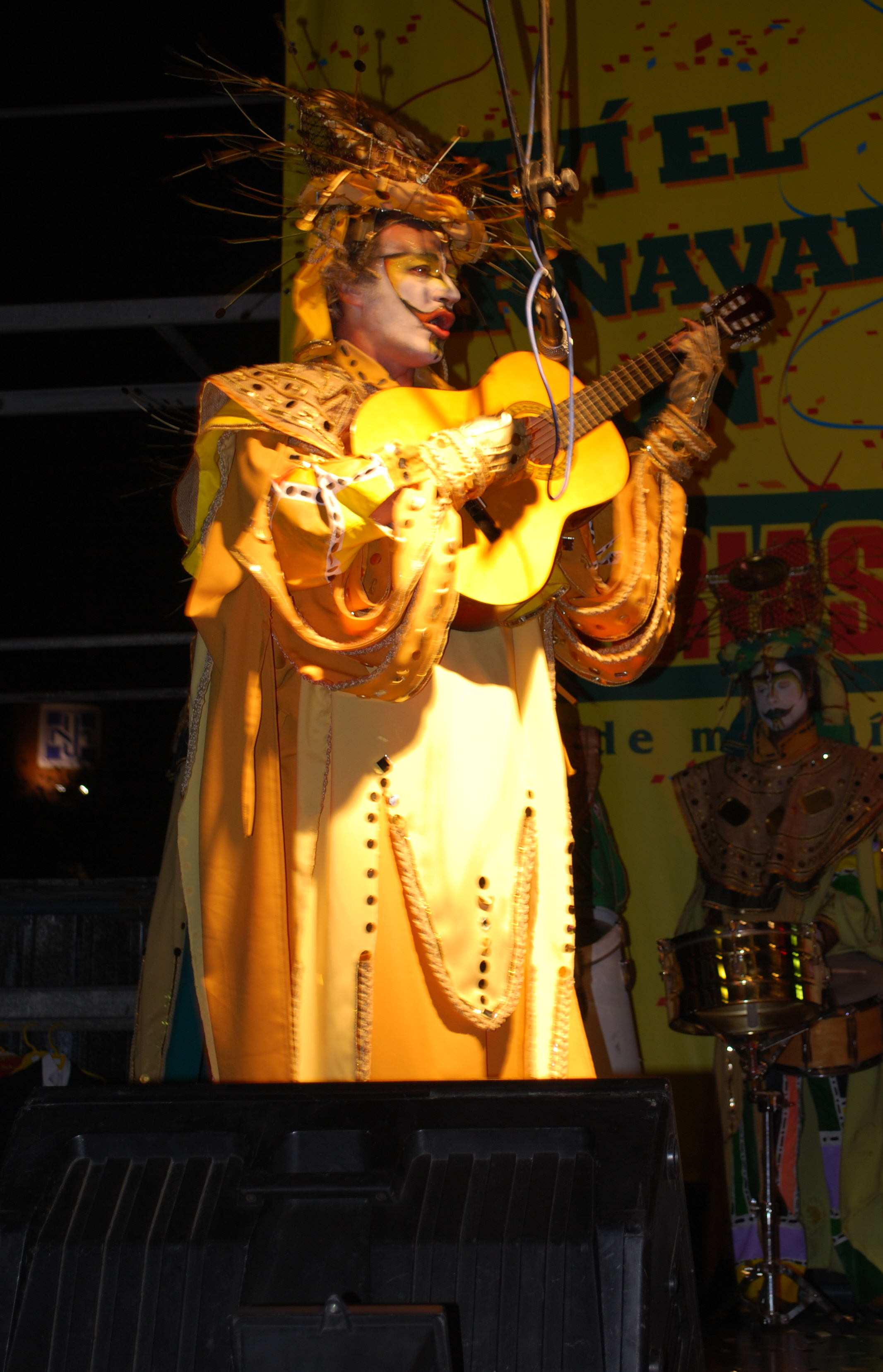
Director y letrista de la murga, Guillermo Lamolle.

La murga nace en julio de 1989, haciendo su primera incursión en el Carnaval de 1990. Al año siguiente el sello discográfico Ayuí / Tacuabé edita su primer fonograma.
A lo largo de su historia grandes murguistas formaron parte de esta agrupación, entre los que se destacan Rafael Bruzzone, Elbio Arismendi, Emiliano Muñoz, Federico Marinari, Pedro Takorián, Ernesto Muñoz, Hugo Bravo, Ney Peraza, Andrés Lijtmaer, Benjamín Medina y Carlos Prado, entre muchos otros.

### Reconocimientos
Desde su nacimiento, la murga recibió las menciones de "Mejor director" (Guillermo Lamolle) en 1994, "Mejor cuplé" (El tilde, con letra de Pablo Neerman y música de Lamolle) en 1997, y "Figura máxima de carnaval" (Guillermo Lamolle) en 2005. y "Figura de oro de carnaval" (Carlos Prado) en 2012, aunque esta última es más personal y es una especie de reconocimiento a la trayectoria. También obtuvieron el primer premio en el desfile inaugural y en el concurso «Víctor Soliño» (1997) a la canción inédita de carnaval, así como las menciones de "Mejor vestuario" y "Mejor maquillaje" en varias oportunidades.

## Espectáculo 2005
En 2004 en Uruguay el Frente Amplio gana las elecciones presidenciales por primera vez en la historia, por lo tanto el carnaval 2005 tiene un fuerte contenido político de esperanzas y con toques de festejos. La Gran 7, desde su óptica es una de las murgas que más crítica se muestra en sus textos (sin dejar de lado la alegría que la victoria de dicho partido político dio), un libreto muy ácido, con un salpicón particularmente directo y gracioso teñido de algo de humor negro, una canción de despedida el presidente saliente Jorge Batlle y mucha crítica social. También se destaca el cuplé "El embole" y el cuplé "El chofer de bañadera". La retirada a la luna del Apolo XI cierra el espectáculo. Este año Guillermo Lamolle recibe la mención de 'Figura máxima de Carnaval"

### Integrantes 2005
- Director Escénico: Guillermo Lamolle.
- Cuerda de Primos: Javier Veleda, Teodoro Varela, José Hornos, Liber Abdala, Sergio Rodríguez, Rodrigo Inthamoussu.
- Cuerda de Sobreprimos: Horacio Pezaroglo, Hugo Bravo, Rafael Bruzzone.
- Cuerda de Segundos: Mario Jolochín, Guillermo Capo, Gabriel Carrique, Pedro Takorián, Álvaro Fontes.
- Batería: Adrián Salina (Bombo), Andrés Lijtmaer (Bombo), Pablo Fontes (Redoblante).

## Espectáculo 2006
En un espectáculo con un ritmo muy ágil, tras la presentación se dedica un cuplé al presidente de Brasil Luiz Inácio Lula da Silva, inmediatamente un mini salpicónque no termina siendo tal que deriva en una crítica al Conflicto entre Argentina y Uruguay por plantas de celulosa instaladas en Fray Bentos, luego se habla de la no clasificación de la selección uruguaya a la Copa Mundial de Fútbol de 2006 y se alienta al seleccionado para que realice una buena actuación en el futuro mundial 2030, a disputarse (supuestamente) en tierras uruguayas, para finalizar con un cuplé sobre la prohibición de fumar tabaco en lugares cerrados y la discusión sobre la legalización de la marihuana. La retirada es la única parte del espectáculo escrita por Guillermo Lamolle, que decide no salir este año, por lo cual la dirección escénica queda a cargo de Rodrigo 'Cartucho' Inthamoussu.

### Integrantes 2006
- Director Escénico: Rodrigo Inthamoussu.
- Cuerda de Primos: Javier Veleda, Teodoro Varela, José Hornos, Liber Abdala, Pedro Takorian, Sergio Rodríguez
- Cuerda de Sobreprimos: Horacio Pezaroglo, Hugo Bravo, Ernesto Torres.
- Cuerda de Segundos: Mario Jolochín, Guillermo Capo, Gabriel Carrique, Fabricio Ramírez, Nicolás Chinelli, Sebastián Rodríguez.
- Batería: Franco Perdomo (Bombo), Andrés Lijtmaer (Platillos), Martín Perdomo (Redoblante).
- Técnicos: Mariela Gotuzo (Vesturio), Iván Arroqui (Sombreros), Ramiro Perdomo (puesta en escena), y Martín Rodríguez (iluminación), El Chueco (Chofer).

## Espectáculo 2008
Luego de un año ausente, la murga vuelve a los tablados con un espectáculo acorde a su estilo. Tras un saludo bastante extenso se hace presente el "Salpicón", que no deja casi ningún tema de la actualidad urguaya sin tocar: Las internas de los partidos políticos, la actualidad futbolística del país, el paro de anestesístas, el Frente Amplio y en particular al presidente Tabaré Vázquez a quien le dedican todo un bloque de su actuación. A continuación aparecen, por primera vez, unos personajes llamados Los Indios Sobalaguasca, que volverán -debido al éxito obtenido- a aparecer en varias ocasiones en los años siguientes. Luego vienen, como cierre, el "Cuplé del bolsillo" y la Retirada.

### Integrantes 2008
- Director Escénico: Guillermo Lamolle.
- Cuerda de Pirmos: José Hornos, Rodrigo Inthamoussu, Liber Abdala, Teodoro Varela, Nicolás Grandal, Javier Veleda, Edgardo Rouiller.
- Cuerda de Sobrerpimos: Hugo Bravo, Horacio Pezaroglo, Rosibel González.
- Cuerda de Segundos: Guillermo Capo, Mario Jolochín, Pablo Álvarez, Leonardo Anchustegui, Robert Umpierrez
- Batería: Andrés Lijtmaer (Bombo), Adrián Salina (Platillos), Pablo Fontes (Redoblante).
- Técnicos: Iván Arroqui (vestuario), Ramiro Perdomo (puesta en escena), Pola Espert (maquillaje), Martín Rodríguez (iluminación), El Chueco (Chofer).
- Local de Ensayo: C.S.y D. Nueva Pamira.

## Espectáculo 2009
Como es habitual en la murga, su repertorio para el carnaval 2009 no sigue un hilo conductor determinado, alternando distintos temas relevantes del año anterior. Entre estos se encuentran, el veto decretado por Tabaré Vázquez en acuerdo con la ministra María Julia Muñoz a la ley de despenalización del aborto, la suspensión del campeonato de fútbol de Primera división, la violencia en Medio Oriente, los distintos desencuentros políticos en el Frente Amplio en el marco de elecciones internas de junio, y la muerte del novillo escapado del puerto de Montevideo al cual se homenajea en el cuplé denominado El novillo rebelde. Un salpicón cuplé llamado "El Hombre Ardilla" y una canción que analiza las letras de diferentes canciones del folklore uruguayo completan el repertorio de este año.

### Integrantes 2009
- Director Escénico: Guillermo Lamolle
- Cuerda de Primos: Nicolás Lomazzi, Nicolás Grandal, Javier Veleda, Teodoro Varela, Edgardo Rouiller, José Hornos
- Cuerda de Sobreprimos: Horacio Pezaroglo, Hugo Bravo, Eduardo Pellejero
- Cuerda de Segundos: Guillermo Capó, Pablo Álvarez, Gonzalo Villaba, Robert Umpierrez, Leonardo Anchustegui
- Batería: Javier Pérez (bombo), Andrés Lijtmaer (platillos), Marcelo Rossi (redoblante)
- Técnicos: Iván Arroqui (vestuario), Ramiro Perdomo (puesta en escena), Pola Espert (maquillaje),

Martín Rodríguez (iluminación), El Chueco (Chofer)
- Local de Ensayo: C.S.y D. Apex

## Espectáculo 2010
En esta ocasión La Gran Siete cuenta con su tradicional salpicón donde toca temas como los de la gripe A H1N1, la clasificación de la Selección de fútbol de Uruguay a la Copa Mundial de Fútbol de 2010, las mejoras (o no) al sistema carcelario, las Elecciones presidenciales de Uruguay de 2009. También hay una canción de despedida al presidente saliente, Tabaré Vázquez. Más adelante viene un homenaje a todos los uruguayos que no habían fallecido el año anterior (el hecho de que murieran muchas celebridades había plagado el carnaval de homenajes póstumos). Uno de los momentos más hilarantes de la actuación es el "Cuplé de los vecinos, los puntos cardinales, etc" en donde se luce la puesta en escena coreográfica. La Retirada a las viejas retiradas es el cierre de un espectáculo que tuvo gran aceptación por parte del público no habitual de la murga. Este fue el año con más tablados en la historia de esta agrupación.

### Integrantes 2010
- Director Escénico: Guillermo Lamolle.
- Cuerda de Primos: Nicolás Lomazzi, Líber Abdala, Nicolás Grandal, Javier Veleda, Edgardo Rouiller, Teodoro Varela.
- Cuerda de Sobreprimos: Horacio Pezaroglo, Hugo Bravo, Eduardo Pellejero.
- Cuerda de Segundos: Robert Umpiérrez, Leonardo Anchustegui, Pablo Álvarez, José Hornos, Gonzalo Villalba.
- Batería: Andrés Lijtmaer (Bombo), Adrián Salina (Platillos), Pablo Fontes (Redoblante).
- Técnicos: Iván Arroqui (vestuario), Ramiro Perdomo (puesta en escena), Pola Espert (maquillaje), Martín Rodríguez (iluminación), El Chueco (Chofer).
- Local de Ensayo: C.S.y D. Rozebur

## Espectáculo 2011
En el repertorio de este año, destaca la ausencia del "salpicón", bloque humorístico que, habiendo caído en desuso en el carnaval, caracteriza a este conjunto desde su fundación. En compensación todo el espectáculo es un gran popurrí de crítica a los hechos principales del año anterior, entre los que se destacan la comparación de la violencia y los pedidos de mayor seguridad de la gente en un paralelismo entre la actualidad y la dictadura militar de 1973. También se hace mención a prescripción de los delitos de estos militares. Asimismo se satirizan los logros de la selección en el mundial 2010 en base al trabajo y la humildad, términos usados hasta el hartazgo por deportistas y periodistas. También se destacan el cuplé de la autoayuda, el de las notas musicales, la presentación a los números primos y una retirada emotiva.
Éste fue el primer espectáculo de La Gran Siete en tener título, pero con la particularidad de variar de rueda a rueda del concurso, llamándose "El sueño del 'Lamparita'" en la primera rueda, "Me galopa la palanca" en la segunda rueda y "La gente come" en la liguilla.

### Integrantes 2011
- Director Escénico: Guillermo Lamolle.
- Cuerda de Primos: Nicolás Lomazzi, Líber Abdala, Nicolás Grandal, Javier Veleda, Edgardo Rouiller, Teodoro Varela.
- Cuerda de Sobreprimos: Horacio Pezaroglo, Hugo Bravo, Eduardo Pellejero.
- Cuerda de Segundos: Matthias Baranzano, Leonardo Anchustegui, Pablo Álvarez, José Hornos, Gonzalo Villalba.
- Batería: Andrés Lijtmaer (Bombo), Adrián Salina (Platillos), Pablo Fontes (Redobalnte).
- Técnicos: Iván Arroqui (vestuario), Ramiro Perdomo (puesta en escena), Pola Espert (maquillaje) y Martín Rodríguez (iluminación), El Chueco (Chofer).
- Local de Ensayo: C.S.y D. Rozebur

## Espectáculo 2012
El espectáculo comienza con el saludo al fin del mundo, inmediatamente seguido por el cuplé "los cascos violetas" -en referencia a los soldados uruguayos enviados a Haití como tropas de ayuda acusados de maltratar y violar lugareños-. Luego, el cuplé del trasplantado (un hombre al que le trasplantaron todo, con la única excepción de un codo, que es lo único que conserva de sí mismo), referido a la ley de donación de órganos vigente en Uruguay desde noviembre de 2011. Siguen cuplé sobre la costumbre de mirar el mundo desde nuestro parcial punto de vista ("cuplé del ombligo"), un cuplé sobre la educación, un cuplé sobre "las etiquetas" (que ironiza sobre las divisiones de los sectores políticos) y la retirada, dedicada a las palabras. Al momento de escribir esta entrada (7 de enero de 2012) aún no estaba definido el orden de los cuplés.
Es de destacar la participación del histórico cupletero Carlitos Prado, que este año cumple 50 años de carnaval, quien es galardonado con el premio "Figura de Oro del Carnaval".

### Integrantes 2012
- Director Escénico: Guillermo Lamolle.
- Cuerda de Primos: Javier Veleda, Teodoro Varela, Nicolás Lomazzi, Guillermo Capó, Edgardo Rouiller, Carlos Prado.
- Cuerda de Sobreprimos: Horacio Pezaroglo, Hugo Bravo, Eduardo Pellejero.
- Cuerda de Segundos: Matthias Baranzano, Leonardo Anchustegui, Pablo Álvarez, José Hornos, Gonzalo Villalba
- Batería: Mario Acosta (Redoblante), Adrián Salina (Platillos) y José Pereira (Bombo).
- Técnicos: Iván Arroqui (vestuario), Ramiro Perdomo (puesta en escena), Pola Espert (maquillaje), Martín Rodríguez (iluminación).
- Local de Ensayo: Club I.D. Atlántico

## Espectáculo 2013
Para carnaval 2013 La Gran Siete debe dar prueba de admisión, en la 
misma ejecutaron parte de su repertorio, incluyendo el Saludo, el 
Salpicón y una pequeña parte de la Retirada. Durante el salpicón 
desfilan críticas destinadas a la minería a cielo abierto, al puerto de 
aguas profundas que se planea construir en el departamento de Rocha, a 
la trata de blancas y la discriminación sexual, la prohibición de tomar 
alcohol en la vía pública y la de fumar en lugares cerrados, los 
resultados deportivos en las olimpíadas y en las eliminatorias para el 
mundial 2014 y las idas y venidas del expresidente Tabaré Vásquez y su 
futuro político. Lo mismo sucede durante el cuplé, en el que representan
la historia de dos azafatas que perdieron su trabajo luego del cierre 
de la aerolínea Pluna. Luego una crítica en una pequeña historia de un 
uruguayo que le fue bien en la vida y sus trabajo por ayudar a otros, y 
como lo ven sus compatriotas que no toleran su éxito, a continuación, el
retorno de los Indios Sobalaguasca, y su particular visión de la 
actualidad y la sociedad. Por fin una retirada con música totalmente 
inédita, dedicada al momento de felicidad que llega una vez concretado 
un cuplé.

### Integrantes 2013
- Director Escénico: Guillermo Lamolle.
- Cuerda de Primos: Javier Veleda, Teodoro Varela, Nicolás Lomazzi, Sebastián Veins, Benjamín Medina, Damián Salina.
- Cuerda de Sobreprimos: Horacio Pezaroglo, Carlos Prado, Eduardo Pellejero.
- Cuerda de Segundos: Matthias Baranzano, Leonardo Anchustegui, Pablo Álvarez, José Hornos, Gonzalo Villalba.
- Batería: Mario Acosta (Redoblante), Adrián Salina (Platillos) y José Pereira (Bombo).
- Técnicos: Cecilia Carriquiri (vestuario), Pablo Albertoni .

(puesta en escena), Pola Espert (maquillaje), Martín Blanchet.
(iluminación) Val Álvarez (prensa) "El Chueco" (Chofer).
- Textos: Guillermo Lamolle, Adrián Salina, Damián Salina.
- Local de Ensayo: Club I.D. Atlántico

## Espectáculo 2014

### Integrantes 2014
Director Escénico: Guillermo Lamolle.
- Cuerda de Primos: Javier Veleda, Teodoro Varela, Liber Abdala, Nicolás Lomazzi, Sebastián Veins, Edgardo Rouiller. Cuerda de Sobreprimos: Horacio Pezaroglo, Carlos Prado, Eduardo Pellejero. Cuerda de Segundos: Álvaro Borzalino, Leonardo Anchustegui, Pablo Álvarez, José Hornos, Gonzalo Villalba. Batería: Mario Acosta (Redoblante), Adrián Salina (Platillos) y José Pereira (Bombo). Técnicos: Cecilia Carriquiri (vestuario), Pablo Albertoni y

Ramiro Perdomo (puesta en escena), Pola Espert (maquillaje), Martín. Blanchet (iluminación) Val Álvarez (prensa) "El Chueco" (Chofer). Textos: Guillermo Lamolle, Adrián Salina, Damián Salina, Edgardo Rouiller. Local de Ensayo: Club I.D. Atlántico

## Posiciones
- Posiciones obtenidas en el concurso oficial desde su primer ingreso en el año 1990 hasta la actualidad:

| 1990 | 1991 | 1992 | 1993 | 1994 | 1995 | 1996 | 1997 | 1998 | 1999 | 2000 | 2001 | 2002 | 2003 | 2004 | 2005 | 2006 | 2007 | 2008 | 2009 |
| ---- | ---- | ---- | ---- | ---- | ---- | ---- | ---- | ---- | ---- | ---- | ---- | ---- | ---- | ---- | ---- | ---- | ---- | ---- | ---- |
| 18.º | 8.º  | 10.º | 13.º | 7°   | 7°   | 7°   | 10.º | 7.º  | 12.º | 8.º  | 12.º | -    | 8.º  | 13.º | 8.º  | 14.º | -    | 7.º  | 11.º |
| 2010 | 2011 | 2012 | 2013 | 2014 | 2015 | 2016 | 2017 | 2018 | 2019 | 2020 | 2021 | 2022 | 2023 |      |      |      |      |      |      |
| 7.º  | 10.º | 16.º | 6.º  | 9.º  | 16.º | -    | 14.º | -    | -    | -    | -    | -    | -    |      |      |      |      |      |      |

     No accedió a la liguilla.
     No participó.
     No se realizó el concurso oficial de carnaval debido a la pandemia de COVID-19.

## Discografía
- 1991, La Gran Siete 1991 (Ayuí / Tacuabé a/e96k)
- 1999, Selección de fracasos (Obligado Records RL 2101-2)
- 2005, ¡Aquí llegamos!
- 2008, Ui uam from frim bijuam bifrom (CD+DVD) (Brújula digital L.F. 4001-2)
- 2009, Y así se van (Brújula digital)
- 2010, 20 años: 0.02 milenios de esplendor (Montevideo Music Group)
- 2010, 0.02 milenios de esplendor (CD+DVD) (Brújula digital)
- 2011, La Gran Siete 2011 (CD+DVD) (Brújula digital)
- 2013, Todos somos Sobalaguasca (CD) (Tablón Records)